# Andrea Bargnani
Andrea Bargnani (* 26. Oktober 1985 in Rom) ist ein ehemaliger italienischer Basketballspieler, der zuletzt für Laboral Kutxa in der spanischen Liga ACB aktiv war. Davor spielte er zehn Jahre in der nordamerikanischen National Basketball Association (NBA) für die Teams der Toronto Raptors, Brooklyn Nets und New York Knicks. Bargnani wurde an erster Stelle des NBA-Drafts 2006 von den Raptors ausgewählt, konnte allerdings nie die in ihn gesteckten hohen Erwartungen erfüllen. Er entwickelte sich jedoch zu einem soliden Ergänzungsspieler.

## Karriere

### Italien und Europa
Bargnani begann seine Profikarriere im Jahre 2002/03 mit der Stella Azzurra Rom in der zweiten italienischen Basketballliga Legadue und erzielte in seiner ersten Saison 13,2 Punkte, 4,5 Rebounds pro Spiel in 23 Spielen. Zur Saison 2003/04 unterschrieb er einen Vertrag bei Benetton Treviso in der ersten Liga Serie A, einem der Topklubs Europas, mit welchen er erstmals in der EuroLeague spielen konnte. Im Jahre 2006 gewann er die Rising Star Trophy als bester U-22 Spieler der 2005/06 Euroleague Saison. Außerdem absolvierte er bereits Spiele für die italienische Junior und U-20 Nationalmannschaft.
Bei Treviso spielte Bargnani eine bedeutende Rolle für einen jungen Spieler. Er machte in einem Preseason-Spiel gegen die Toronto Raptors auf sich aufmerksam, als er sich gegen Raptors-Star Chris Bosh behauptete. Bei jenem Spiel am 20. Oktober 2003 im Air Canada Centre von Toronto erzielte Bargnani in 22 Minuten 13 Punkte, fünf Rebounds, einen Steal und zwei Blocks.

### NBA
Als erster europäischer Spieler wurde Bargagni im NBA-Draft 2006 an erster Position ausgewählt. Dabei sicherten sich die Toronto Raptors im Juni 2006 die Rechte am Italiener. Bargnani hatte eine gute Rookie-Saison mit 11,6 Punkten im Schnitt, wodurch er sich einen Platz im NBA All-Rookie Team sicherte. Außerdem nahm er an der Rookie Challenge beim All-Star Weekend teil. Dies gelang ihm auch in der Saison 2008/09 als Sophomore. 
Bargnani verbesserte sich in den darauffolgenden Jahren. 2010/11 hatte er mit 21,4 Punkten pro Spiel seine beste Saison. Die Saison darauf schloss er mit 19,5 Punkten pro Spiel ab, verpasste jedoch aufgrund einer Verletzung einen Großteil der Saison. Nachdem er weiterhin aufgrund von Verletzung viele Spiele aussetzen musste und seine Leistungen schwächelten, entschieden sich die Raptors im Sommer 2013, Bargnani zu den New York Knicks zu transferieren.

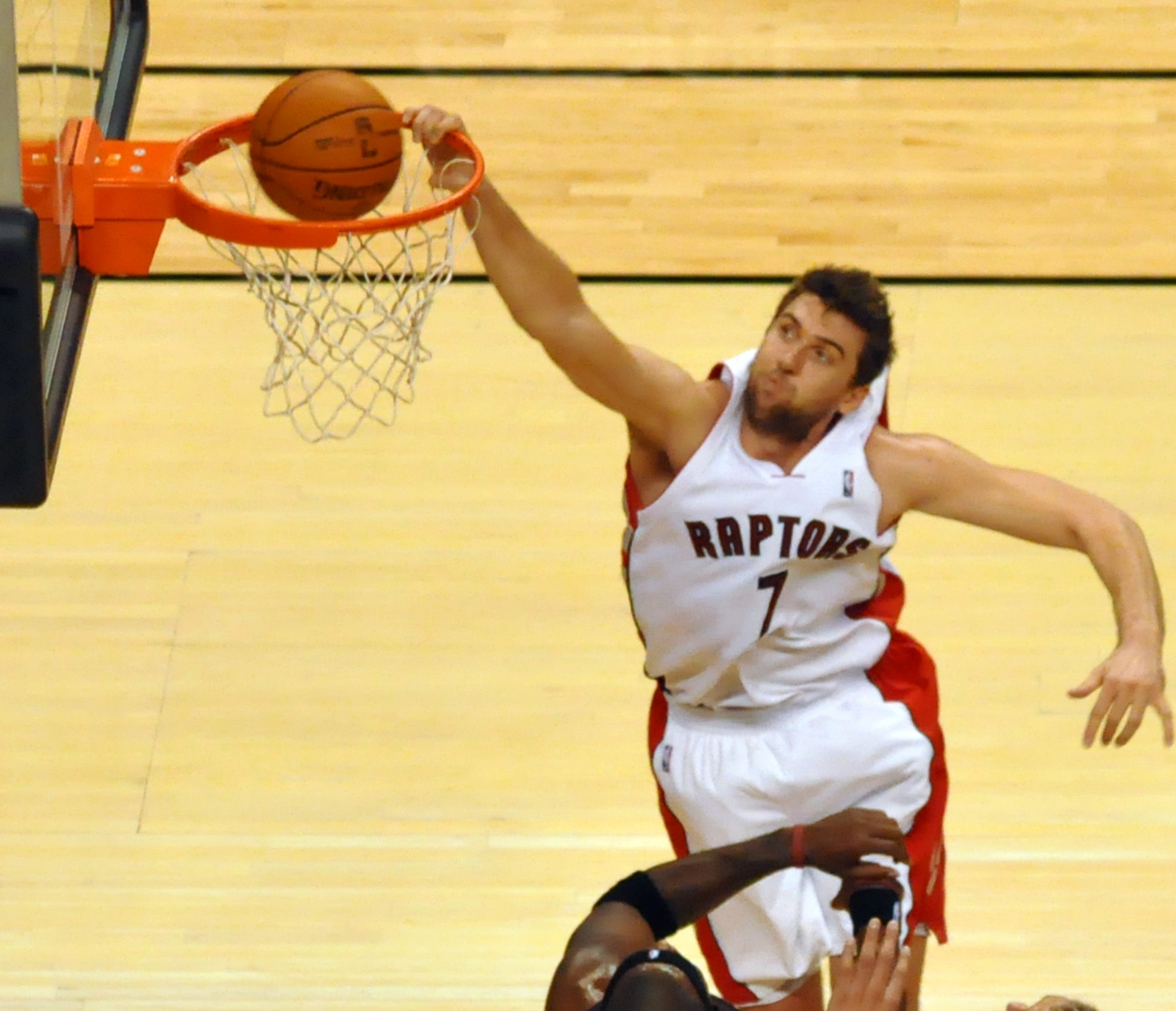
Bargnani als Spieler der Raptors (2009)

Bei den schwachen Knicks kam Bargnani nur selten zum Einsatz und absolvierte in zwei Jahren aufgrund immerwiederkehrender Verletzungen nur 71 von 164 möglichen NBA-Spielen. Dennoch erzielte er in der Saison 2014/15 gute 14,8 Punkte pro Spiel. Nachdem sein Vertrag bei den Knicks im Sommer 2015 ausgelaufen war, wechselte Bargnani zum Stadtrivalen Brooklyn Nets. Dort konnte er jedoch nicht überzeugen und wurde nach einer halben Saison entlassen.

### Rückkehr nach Europa
Im Juli 2016 unterschrieb Bargnani einen Zweijahresvertrag beim spanischen Erstligisten Laboral Kutxa. Nach dem Ausscheiden im Viertelfinale der EuroLeague und aufgrund wiederholter gesundheitlicher Probleme lösten Bargnani und der Klub aus dem Baskenland im beiderseitigen Einvernehmen den Vertrag am 26. April 2017 auf.

## Spielweise
Bargnanis Stärke lag darin, dass er trotz seiner Größe (2,13 Meter) einen treffsicheren Wurf besaß. Im Gegensatz zu vielen anderen Spielern seiner Größe, die vor allem in Korbnähe punkten, hatte Bargnani eine große Reichweite und galt als sehr guter Dreipunktschütze. Aufgrund dieser Fähigkeiten, seiner für seine Körpergröße überdurchschnittliche Mobilität und seinem überdurchschnittlichen Ballgefühl, wurde Bargnani zu Beginn seiner Karriere mit dem deutschen Spieler Dirk Nowitzki verglichen.

## Auszeichnungen und Erfolge
- Italienischer Meister – 2006
- Bester Nachwuchsspieler der Serie A (Italien) – 2006
- EuroLeague Rising Star Trophy (Bester U-22-Spieler) – 2006
- Rookie des Monats der NBA im Monat Januar und Februar – 2007
- NBA All-Rookie Team in der Saison 2006/07